# Paratemnoides pococki
Paratemnoides pococki är en spindeldjursart som först beskrevs av With 1907.  Paratemnoides pococki ingår i släktet Paratemnoides och familjen Atemnidae. Inga underarter finns listade i Catalogue of Life.